# هوروپ
هوروپ (به آلمانی: Hörup) یک شهر در آلمان است که در اشلسویگ-فلنسبورگ واقع شده‌است. هوروپ  ۶۴۳ نفر جمعیت دارد.